# 小行星31098
小行星31098（31098 Frankhill）是一颗绕太阳运转的小行星，为火星轨道穿越小行星。该小行星于1997年6月9日发现。

## 轨道参数
小行星31098的轨道半长轴为2.2927595 UA，离心率为0.283。